# Saint-Affricain
Le Saint-Affricain est une région naturelle de France située autour de la ville de Saint-Affrique, dans le sud du Massif central.

## Situation
Le Saint-Affricain est situé au sud du département de l'Aveyron. Il est entouré par les régions naturelles suivantes :
- au nord par le Lévézou et le causse Rouge
- à l’est par le causse du Larzac et le Lodévois
- au sud par l’Espinouse
- au sud-ouest par le Lacaunais
- à l’ouest par le Ségala

## Sources et références
- Frédéric Zégierman, Le guide des Pays de France (Sud), Fayard, 1999